# 静岡市立清水第三中学校
静岡市立清水第三中学校（しずおかしりつ しみずだいさんちゅうがっこう）は、静岡県静岡市清水区に所在する公立中学校。

## 沿革
- 1947年 - 清水市立第三中学校として開校。
- 1949年 - 現在地（当時の地番：清水市北矢部285番地）に校舎が完成し移転。
- 1952年 - 校歌制定
- 1961年 - 校旗制定
- 2001年 - プール完成
- 2003年 - 新校舎完成
- 2003年 - 静岡市立清水第三中学校に改称。
- 2004年 - 体育館完成

## 小学校区
- 静岡市立清水小学校

## アクセス
- しずてつジャストライン山原梅蔭寺線 ｢第三中学校前｣停留所から、徒歩1分